# Corps Silingia Breslau zu Köln

Wappen des Corps Silingia

Das Corps Silingia Breslau zu Köln ist eine pflichtschlagende Studentenverbindung am Hochschulort Köln. Es ist Mitglied im Weinheimer Senioren-Convent (WSC) und bildet gemeinsam mit dem Corps Franco-Guestphalia den Senioren-Convent zu Köln und Bonn. Die Angehörigen des Corps werden Silingen genannt. Silingia steht – wie alle Corps – zum Toleranzprinzip und zur Weltoffenheit und vereint Akademiker verschiedener Kölner Universitäten sowie nationaler und internationaler Hochschulen. Dabei zählt Silingia Mitglieder, die aus vielen unterschiedlichen Regionen der Welt stammen oder dort leben, zu seinen Corpsbrüdern (u. a., Australien, Bulgarien, Chile, Frankreich, Großbritannien, Indien, Italien, Lettland, Mexiko,  Niederlande, Österreich, Polen, Schweiz, Singapur, Spanien, Taiwan, Türkei, VAE, Vereinigte Staaten von Amerika).

## Couleur und Wappen
Das Corpsburschenband hat die Farben blau-gold-weiß mit schwarzer Perkussion, das Fuchsenband die Farben blau-gold mit schwarzer Perkussion. Es wird eine blaue Studentenmütze im Format einer Schülermütze getragen.
Das Wappen enthält die Wappenschilde der Städte Breslau, Berlin und Köln, die für das Corps von geschichtlicher Bedeutung waren und sind, sowie gekreuzte Korbschläger auf blau-gold-weiß mit dem Gründungsdatum und einem Herzschild mit dem Zirkel des Corps. Das Wappen wird eingerahmt durch Federbüsche in den Farben blau-gold-weiß.

## Geschichte
Die Ursprünge des Corps Silingia Breslau zu Köln liegen in Schlesien. Am 13. Juni 1877 konstituierte sich in der schlesischen Hauptstadt die Reformburschenschaft Silingia Breslau, deren Name sich von dem ehemals in diesem Gebiet ansässigen, oft als recht wehrhaft beschriebenen Vandalenstamm der Silingen ableitete.
Aus verschiedenen Gründen war die Reformburschenschaft bald gezwungen, ihre Selbständigkeit aufzugeben und sich einem starken „Partner“ anzuschließen. Diesen fand sie 1899 in der Landsmannschaft Silingia Breslau. Ursprung dieser Verbindung war der „Oppelner Abend“, den Studenten der Universität Breslau am 18. Juni 1888 in der südlich von Breslau gelegenen Kleinstadt Oppeln gegründet hatten. Zunächst nur ein loser Stammtisch Gleichgesinnter gab er sich später die feste verbindungsstudentische Form einer Landsmannschaft, der der Kern der ehemaligen Reformburschenschaft beitrat.

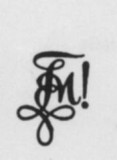
Zirkel des Corps Silingia

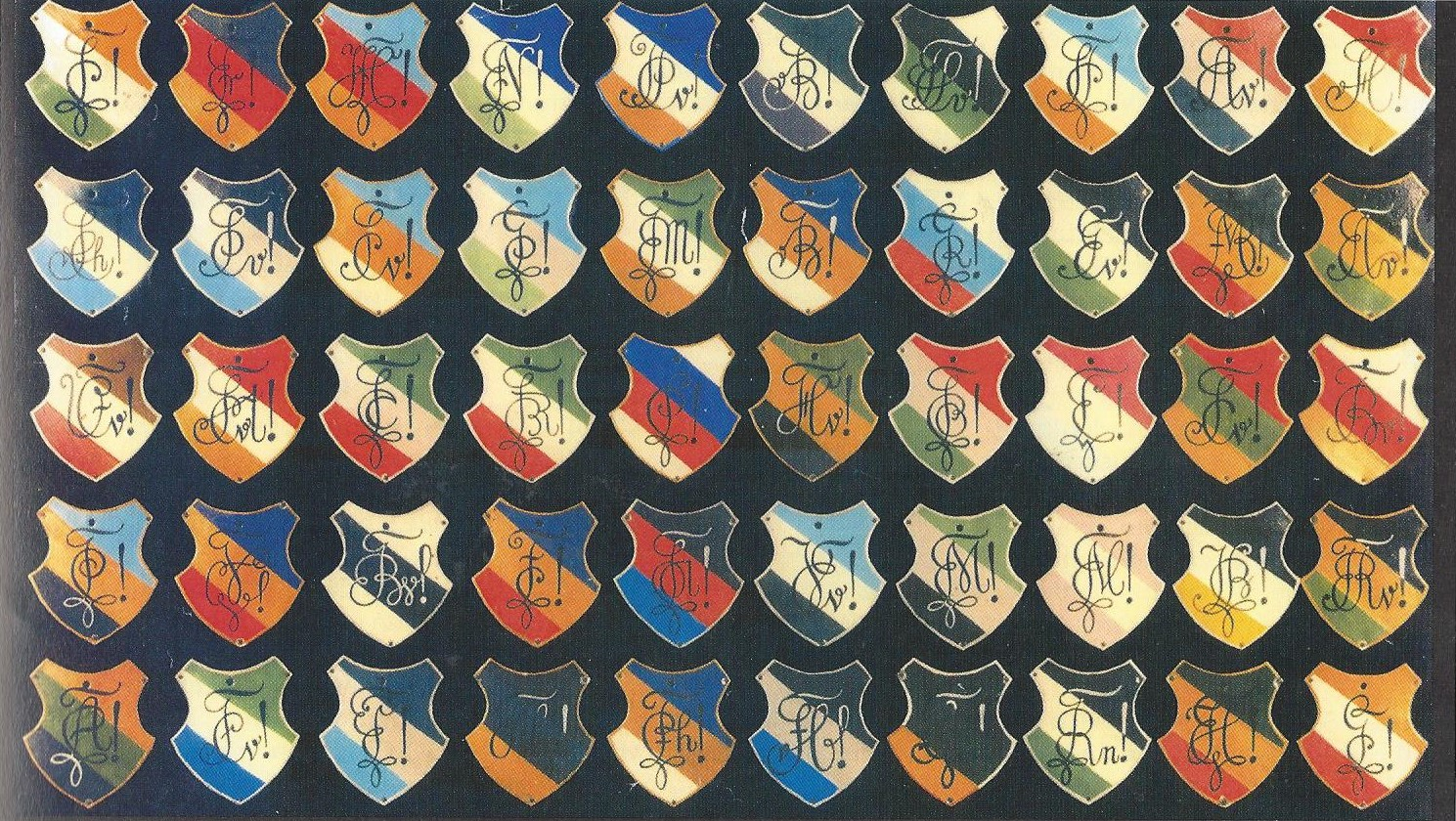
Wappen der Corps im RSC. Wappen der Silingia 2. Reihe, 3. von links

Auch die freie Landsmannschaft konnte ihre Autonomie und Unabhängigkeit nicht dauerhaft aufrechterhalten und trat 1912 nach einem Jahr Renoncenzeit als Corps dem Rudolstädter Senioren-Convent (RSC) bei. Der hatte seine Wurzeln an den tierärztlichen Hochschulen, expandierte aber – gegen den Widerspruch der dort bereits etablierten Senioren-Convente des Kösener Senioren-Convents-Verbands und des Weinheimer Senioren-Convents – zunehmend an andere Hochschulen. Das Corps erfuhr eine Blütezeit und erwarb sich einen nennenswerten Ruf.
Nach dem Ersten Weltkrieg, an dem alle Aktiven teilnahmen, fanden sich die Überlebenden wieder zusammen und bemühten sich, die Folgezeit des großen Krieges zu überstehen. So waren zum Beispiel viele der Breslauer Studenten in den Reihen der Freikorps der Nachkriegsjahre beteiligt. Besonders schwer war für die Verbindungen die Inflationszeit, da sich viele Korporationen ohne eine finanzielle Opfer bringende Altherrenschaft nicht durch Idealismus und Optimismus alleine halten konnten.
Diese Umstände trugen dazu bei, dass insbesondere in dieser Zeit viele Verbindungen aufhörten zu existieren. Die Silingia konnte sich dieses Schicksals erwehren, verschmolz jedoch 1930 mit dem am 22. Oktober 1892 gegründeten Corps Lugia Breslau (mit den Farben zinnoberrot-weiß-hellblau; hervorgegangen aus dem „Kreuzburg-Großstrelitzer Studenten-Abend“).

### Corps Montania Breslau

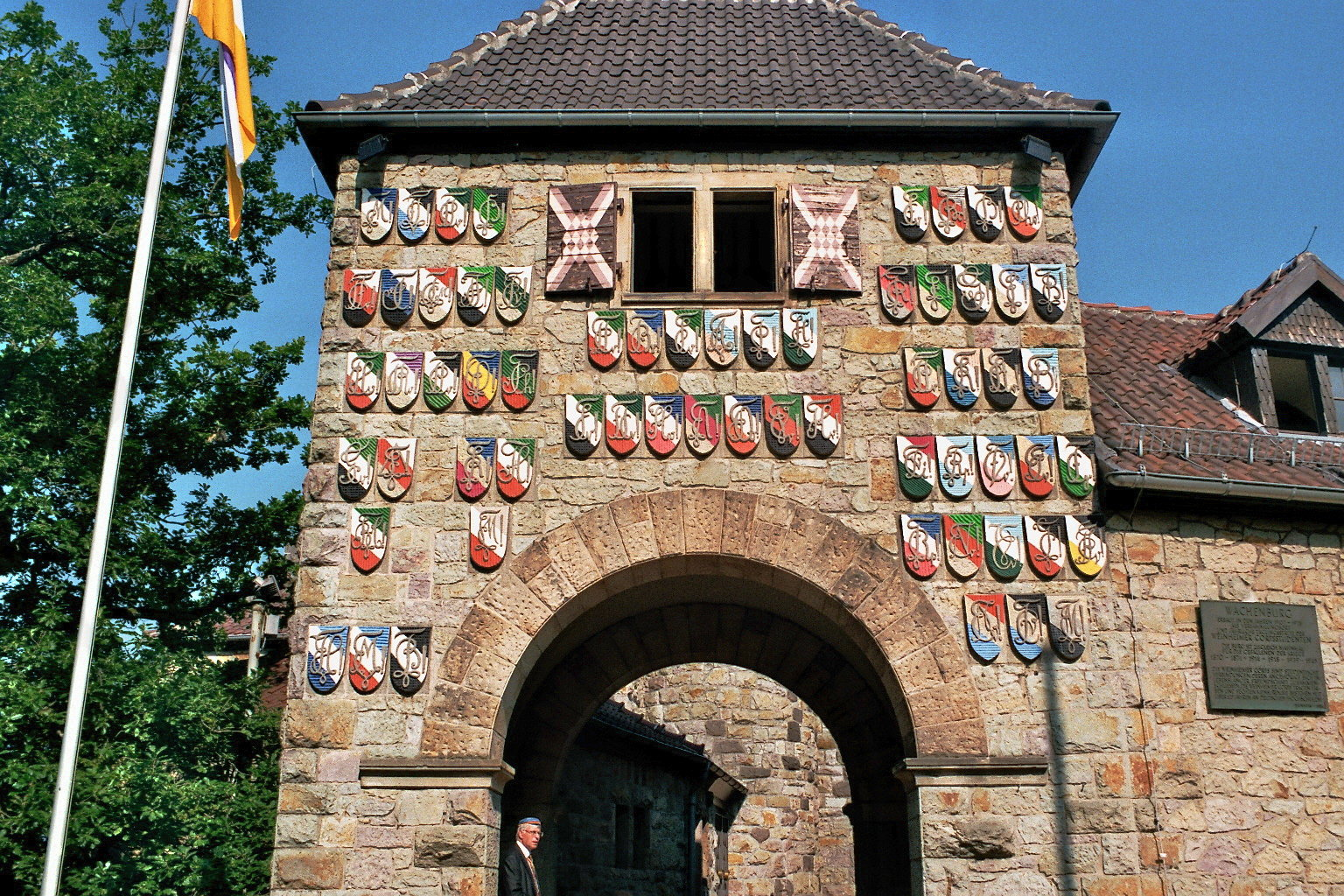
Wappen der Corps im Weinheimer Senioren Convent. Wappen der Montania Breslau unten rechts.

Dieser Verschmelzung folgte bereits am 4. November 1933 der Zusammenschluss mit dem Corps Montania Breslau im Weinheimer Senioren-Convent (WSC) zum Corps Montania-Silingia Breslau und damit die Aufnahme in den WSC. Am 17. Juni 1934 nahm Montania-Silingia den Namen Corps Silingia Breslau an. Das Wappen mit Zirkel der Montania befindet sich noch heute am Wappentor der Wachenburg, es ist das äußerste Wappen unten rechts. 
Montania war am 2. Februar 1900 an der Technischen Hochschule Charlottenburg als „Akademischer Verein Eisenhütte“ gegründet und im Wintersemester 1911/12 nach Breslau verlegt worden. Am 19. Juli 1925 erklärte sie sich zum freien Corps mit gold-silber-schwarzen Farben (heraldisch sind zwei nebeneinander liegende Metallfarben äußerst selten), schwarzer Mütze und der Devise „Glückauf allewege!“. 1926 beschloss der Weinheimer Senioren-Convent „zur Stärkung des Deutschtums“ an der Technischen Hochschule Breslau neben den bereits bestehenden Frisia und Neo-Franconia die Errichtung eines dritten Corps. Ein noch auf der Weinheimtagung eingesetzter Ausschuss nahm Verhandlungen mit Montania auf, die am 1. Juli 1926 als renoncierendes Corps in den SC der Technischen Hochschule aufgenommen und am 6. November 1926 Vollmitglied des WSC wurde. Als Unterstützung wurden je zwei Mitglieder der Corps Franconia Karlsruhe und Borussia Danzig sowie ein Stuttgarter Stauffe bei Montania aktiv.

### Zweiter Weltkrieg
Unter dem Druck des nationalsozialistischen Regimes löste sich der Weinheimer Senioren-Convent 1935 auf. Durch die „Kameradschaft Siling“ wurde versucht die Tradition der Silingia während des Krieges weiterzuführen. Die Kameradschaft Siling war die einzige Kameradschaft in Deutschland, die den Namen der Korporation weiterführte, aus der die Altherrenschaft hervorgegangen war. Die Corps Frisia und Neofranconia traten später dieser Kameradschaft bei, jedoch stellten die alten Silingen etwas über fünfzig Prozent der damals etwa zweihundert Personen zählenden Altherrenschaft. Das Breslauer Corpshaus wurde bei der Erstürmung Breslaus durch die Rote Armee vollkommen zerstört.
Nach Ende des Zweiten Weltkriegs fanden sich die Silingen etwa ab Mitte 1948 wieder zusammen. Damaliger Dreh- und Angelpunkt war Frankfurt am Main. Doch war die Silingia nach wie vor stark geschwächt und nunmehr heimatlos, ohne Verankerung in Form von Haus, Grundbesitz und Hochschule. In dieser Situation kam es zu einer kurzfristigen Verschmelzung mit dem Corps Normannia-Marburg, die jedoch aufgrund unvorhergesehener Probleme alsbald wieder in beiderseitigem Einverständnis gelöst wurde.

### Corps Baltia Berlin
Am 1. Januar 1954 verschmolz Silingia mit dem Altherrenschaftsverband des Corps Baltia Berlin, das gleichfalls auf eine lange Tradition zurückblickte. Baltia wurde am 17. Februar 1877 als „Verein Grauer Klosteraner“ an der Universität zu Berlin von Paul Eduard Kerckhoff, einem promovierten Altphilologen und späteren Lehrer am Berlinischen Gymnasium zum Grauen Kloster, und weiteren Absolventen gegründet. Das Berlinische Gymnasium zum Grauen Kloster war die herausragendste Eliteschule Berlins und ist heute das älteste Gymnasium der Stadt. Baltia hatte wie Silingia die Farben blau-gold-weiß allerdings mit goldener Perkussion. Der Wahlspruch Baltias lautete „Froh im Frieden, stark im Streit!". 1913 wurde Baltia nach einjähriger Renoncierung Vollmitglied im RSC.
Unter Berücksichtigung der bedeutenden Geschichte der Baltia wurde deren Stiftungstag von Silingia übernommen, so dass heute noch sowohl am 17. Februar als auch am 13. Juni gefeiert wird.

### Rekonstitution in Köln

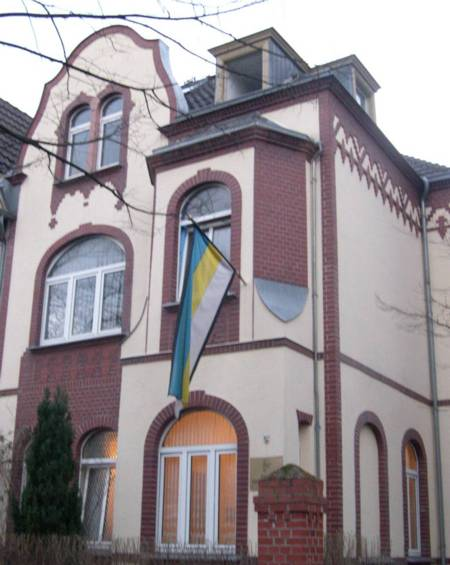
Corpshaus der Silingia

Gleichfalls im Jahr 1954 rekonstituierte Silingia an der Universität zu Köln. Personelle Unterstützung erhielt sie von den Corps Franco-Guestphalia, Rheno-Nicaria Mannheim, Hermunduria Leipzig zu Mannheim-Heidelberg und Berolina Berlin. Bis 1956 bezog Silingia eine eigene Etage in der historisch bedeutsamen Funkenburg (Ulrepforte am Sachsenring) und mietete bis 1958 eine Etagenwohnung auf den Kölner Ringen (Hohenstauffenring). Kurze Zeit später wurde eine repräsentative Jugendstilvilla in Nähe von Universität/Uniklinik in der Lindenburger Allee 36 erworben, nach corpsstudentischen Bedürfnissen zu einem Corpshaus und Studentenwohnheim umgebaut und auf den Namen „Silinghaus“ getauft. Das Corpshaus wurde 1986 in die Liste der Baudenkmäler im Kölner Stadtteil Lindenthal aufgenommen und verfügt über den größten privat genutzten Garten im gesamten Stadtteil Lindenthal.

### Das Corps heute
Das Corps besteht derzeit aus rund 130 Alten Herren und 20 Aktiven/Inaktiven der verschiedensten Kölner Hochschulen und Fakultäten. Das Corps Silingia Breslau zu Köln ist heute die einzige studentische Verbindung der früheren Schlesischen Friedrich-Wilhelms-Universität, die an der Universität zu Köln, die 1951 die Patenschaft für die Breslauer Universität übernahm, aktiv ist.

## Verhältnisse
Freundschaftsverhältnisse bestehen mit folgenden Corps:
- Corps Hermunduria Leipzig zu Mannheim-Heidelberg
- Corps Saxo-Thuringia München

## Bekannte Silingen
In alphabetischer Reihenfolge:
- Karl Drescher (1864–1928), Professor für Germanistik, wissenschaftlicher Leiter der Kommission zur Herausgabe der Werke Martin Luthers
- Abraham Esau (1884–1955), Rundfunkpionier, Erfinder des UKW-Senders; Rektor der Universität Jena; von 1939 bis 1945 Präsident der Physikalisch-Technischen Reichsanstalt in Berlin, von 1934 bis 1945 Stiftungskommissar der Carl-Zeiss-Stiftung
- Wilhelm Esser (1878–1932), Eisenhüttenmann, Vorstandsmitglied der Rheinischen Stahlwerke und der Vereinigten Stahlwerke
- Paul Faber (1880–1951), Metallurg, Manager in der Stahlindustrie, spielte eine wichtige Rolle in der Geschichte der französischen Stahlindustrie in der ersten Hälfte des 20. Jahrhunderts, Träger des Chevalier de la Légion d’Honneur
- Reinhard Froehner (1868–1955), Veterinärhistoriker mit über 500 fachhistorischen Aufsätzen, Verfasser der Kulturgeschichte der Tierheilkunde, (Mit-)Gründer des Corps Albingia Dresden (heute: Marko-Guestphalia Aachen)
- Klaus Hänsch (* 1938), MdEP; ehemaliger Präsident des Europaparlaments und SPD Mitglied[10], Träger des großen Bundesverdienstkreuzes mit Stern und Schulterband und des „Mérite Européen“
- Friedrich Hassbach (1938–2023), Politiker (CDU), Verbandsdirektor und Hauptgeschäftsführer des Hauptverbandes der Deutschen Bauindustrie und Träger des Bundesverdienstkreuzes 1. Klasse
- Ernst Holstein (1901–1985), Mediziner, Professor der Humboldt-Universität Berlin, Forscher zur Arbeitshygiene
- Gerd Jungkunz (* 1946), deutscher Mediziner für Psychiatrie, Psychotherapie, Neurologie und Geriatrie; emeritierter Professor der medizinischen Fakultät der Julius-Maximilians-Universität Würzburg
- Walther Kohlhase (1908–1993), deutscher Maler, Grafiker und Kunsterzieher; bekannt als „Meister des Holzstichs“; Teilnahme an den Olympischen Kunstwettbewerben 1932 in Los Angeles
- Ernst Larson (1885–1941), schwedischer Bergbauingenieur, Vorstand in der Eisen- und Stahlindustrie, Kommunalpolitiker
- Konrad Leipelt (1886–1942), deutscher Ingenieur und Manager in der Montanindustrie; Vater der Widerstandskämpfer Hans Konrad Leipelt und Maria Leipelt Bode (Hamburger Zweig der NS-Widerstandsorganisation Weiße Rose).
- Karl Lorenz (1868–1931), Senatspräsident beim Reichsgericht
- Lutz Mackensen (1901–1992), deutscher Sprachforscher und Lexikograph; Verfasser eines deutschen Wörterbuches, das oft einfach als Mackensen bezeichnet wird und als Konkurrenz zum Duden über 1 Million Mal verkauft wurde
- Edmund Pakulla (1892–1975), Manager in der Stahlindustrie
- Kurt Priemel (1880–1959), Direktor des Frankfurter Zoos, Träger des Bundesverdienstkreuzes am Bande
- Johann Puppe (1882–1941), Walzwerktechniker
- Martin Reimann (1902–1978), Eisenhüttenmann, Pionier auf dem Gebiet des Kaltwalzens, Vorstand der Trierer Walzwerk Aktiengesellschaft, 1. Präsident der European Coil Coating Association (ECCA), Gründer und 1. Vorsitzender des Kaltwalzausschusses des Vereins Deutscher Eisenhüttenleute
- Willi Sander (1907–1995), Genossenschaftler und Gründer des Selbsthilfe-Bauvereins Flensburg e.G., Kommunalpolitiker (SPD), Träger des Bundesverdienstkreuzes 1. Klasse
- Otto Schleimer (1876–1957), deutscher Unternehmer, Hüttendirektor und Vorstand in der Eisen- und Stahlindustrie
- Herbert Spruth (1900–1972),  Jurist, Genealoge und Pommernforscher, Abteilungsleiter der Kontrollabteilung der Deutschen Verwaltung für Handel und Versorgung, Wirtschafts-Steuerjurist bei der I.G. Farbenindustrie AG, Verfasser der Pommern-Bibliographie
- Franz Strzelczyk (1880–1955), Philologe, Lyriker, Schriftsteller und Lehrer
- Otto Ulmer (1890–1946), Landrat in Marienwerder, Direktor der Berliner Verkehrsbetriebe
- Viktor Warsitz (1906–1987), deutscher Schauspieler bei Bühne und Fernsehen sowie Theaterregisseur und Bühnenautor
- Bruno Wehnert (1875–1959), Pädagoge, Religions- und Sprachwissenschaftler
- Max Weidner (1859–1933), Alternativmediziner
- Hans Zehrer (1899–1966), deutscher Journalist, ehemaliger Chefredakteur der Zeitung Die Welt, Träger des großen Bundesverdienstkreuzes und Weggefährte von Axel Springer.[11][12]